# Falco (musiker)
Falco (født Johann (Hans) Hölzel) (født 19. februar 1957, død 6. februar 1998) var en østrigsk musiker. Hans albums og singler er solgt i omkring 60 mio. eksemplarer på verdensplan. Han var en af de første hvide rappere, der opnåede en kommerciel succes.

## Tidligere år
Falco blev født i Wien og var den eneste overlevende i en trillingefødsel. Han kandiderede fra Wiens musikkonservatorium i 1977, og han boede derefter en kort overgang i Berlin, hvor han sang i et jazz-rock band. Da han returnerede til Wien kaldte han sig for "Falco", angiveligt til minde om den østtyske skiløber Falko Weißpflog. I Wien optrådte han sammen med de østrigske bands Spinning Whell og Hallucination Company. På sin vej til sin solokarriere var han bassist i det østrigske hard rock-punk rock band Drahdiwaberl (fra 1978 til 1983). Med Drahdiwaberl skrev og opførte han sangen "Ganz Wien", som også kom med på hans debut soloalbum, Einzelhaft.

## Solokarrieren
Falcos første hit var Der Kommissar fra 1982 på albummet Einzelhaft. Sangen handler om narkotika-misbrug, og kombinerer rap med et sangkor. Falcos første soloplade opnåede førstepladsen i mange lande, men den formåede dog ikke at slå igennem i USA. Hans andet album Junge Roemer opnåede kun indplacering på hitlisterne i Tyskland og Østrig, og han begyndte herefter at eksperimentere med engelske sangtekster for at nå et bredere publikum. Han valgte samtidig et nyt produktionsteam, og resultatet blev det mest succesfulde album og den bedste sælgende single i hans karriere, Rock Me Amadeus.
Falco indspillede "Rock Me Amadeus" under inspiration af den Oscar-vindende film Amadeus, og sangen blev et kæmpehit. Denne gang nåede han førstepladsen på de engelske og amerikanske hitlister, og hans album Falco 3 opnåede også flotte placeringer på hitlisterne. Som noget ganske uhørt på den tid for en hvid musiker – og i særdeles en europæer – placerede den østrigske rappers single sig på Billboards Top R&B Singles Chart som nr. 6. Hans opfølgende single Vienna Calling blev endnu et internationalt pop hit.
Jeanny, som blev den tredje single-udgivelse fra Falco 3-albummet, bragte musikeren tilbage på hitlisterne i Europa, men den var samtidig kontroversiel med sin udgivelse i Tyskland og Holland. Historien om "Jeanny" er fortalt ud fra en voldtægtsmands (og muligvis drabsmands) synspunkt. Flere DJ's og radiostationer nægtede at spille sangen. Den opnåede dog stor succes i Europa.
I 1986 udgav Falco albummet Emotional, bl.a. med sangene "Coming Home (Jeanny Part 2)" og "The Sound of Musik", som også fik international succes. Han tog på en verdensomspændende "Emotional-Tour", der sluttede i Japan i 1987. I 1987 sang han en duet med Brigitte Nielsen i Body Next to Body og singlen fik en placering på top-ti listen i de tysk-talende lande. Efter "Jeanny" opnåede Falco nogle få succeer på de europæiske hitlister, men han blev sjældent hørt i USA og England. Hans comeback-album i USA fra 1992 Nachtflug med sangen Titanic vandt flere priser, men nåede aldrig hitlisterne i USA.

## Død
Falco døde i en bilulykke da han kolliderede med en bus ved udkørsel fra en parkeringsplads i Puerto Plata i den Dominikanske Republik den 6. februar 1998. Ved obduktionen konstaterede man, at han havde en alkoholpromille på 1,5, og at der var målt kokain i hans blod. Senere måtte de dominikanske myndigheder dog dementere, at der var fundet narkotiske stoffer i hans blod. Tretten dage efter Falcos død blev hans album Out of the Dark (into the light) udgivet posthumt den 27. februar i Europa og den 2. marts i hele verden. Efterfølgende i 1999 blev det andet og sidste posthumte album under navnet Verdammt wir leben noch udgivet.
Falco blev begravet på Wiener Zentralfriedhof med ledsagelse af mere end 6.000 fans.

## Udgivelser
| Studiealbums | Studiealbums   | Studiealbums | Studiealbums | Studiealbums | Studiealbums | Singles                | Singles | Singles | Singles | Singles | Singles | Singles |
| ------------ | -------------- | ------------ | ------------ | ------------ | ------------ | ---------------------- | ------- | ------- | ------- | ------- | ------- | ------- |
| Jahr         |                | A            | DE           | CH           | US           |                        | A       | DE      | CH      | US      | UK      |         |
| 1982         | Einzelhaft     | 1            | 19           | /            | /            |                        |         |         |         |         |         |         |
|              |                |              |              |              |              | Ganz Wien              | 11      | /       | /       | /       | /       |         |
|              |                |              |              |              |              | Der Kommissar          | 1       | 1       | 2       | 72      | /       |         |
|              |                |              |              |              |              | Maschine Brennt        | 4       | 10      | /       | /       | /       |         |
| 1984         | Junge Roemer   | 1            | /            | /            | /            |                        |         |         |         |         |         |         |
|              |                |              |              |              |              | Junge Roemer           | 8       | /       | 24      | /       | /       |         |
|              |                |              |              |              |              | Nur mit dir            | 18      | /       | /       | /       | /       |         |
|              |                |              |              |              |              | Kann es Liebe sein?    | /       | /       | /       | /       | /       |         |
| 1985         | Falco 3        | 1            | 2            | 1            | 3            |                        |         |         |         |         |         |         |
|              |                |              |              |              |              | Rock Me Amadeus        | 1       | 1       | 2       | 1       | 1       |         |
|              |                |              |              |              |              | Vienna Calling         | 3       | 4       | 7       | 18      | 10      |         |
|              |                |              |              |              |              | Jeanny Part I          | 1       | 1       | 1       | /       | 68      |         |
| 1986         | Emotional      | 1            | 1            | 5            | /            |                        |         |         |         |         |         |         |
|              |                |              |              |              |              | The Sound of Musik     | 4       | 4       | 11      | /       | 61      |         |
|              |                |              |              |              |              | Coming Home            | 4       | 1       | 3       | /       | /       |         |
|              |                |              |              |              |              | Emotional              | 8       | 50      | /       | /       | 85      |         |
| 1988         | Wiener Blut    | 2            | 9            | 12           | /            |                        |         |         |         |         |         |         |
|              |                |              |              |              |              | Wiener Blut            | 4       | 9       | 24      | /       | /       |         |
|              |                |              |              |              |              | Satellite to Satellite | /       | /       | /       | /       | /       |         |
| 1990         | Data de Groove | 11           | /            | /            | /            |                        |         |         |         |         |         |         |
|              |                |              |              |              |              | Data de Groove         | 12      | /       | /       | /       | /       |         |
|              |                |              |              |              |              | Charisma Kommando      | /       | /       | /       | /       | /       |         |
| 1992         | Nachtflug      | 1            | 73           | /            | /            |                        |         |         |         |         |         |         |
|              |                |              |              |              |              | Titanic                | 3       | 47      | /       | /       | /       |         |
|              |                |              |              |              |              | Dance Mephisto         | 17      | /       | /       | /       | /       |         |
|              |                |              |              |              |              | Nachtflug              | /       | /       | /       | /       | /       |         |
|              |                |              |              |              |              |                        |         |         |         |         |         |         |